# ジュネーヴ学派
ジュネーヴ学派（ジュネーヴがくは）は、フェルディナン・ド・ソシュールの影響を受けたジュネーヴ大学の言語学者の学派をいう。これとは別に文学評論家にもジュネーヴ学派というグループがある。

## 代表的な言語学者
- シャルル・バイイ (1865-1947)
- アルベール・セシュエ (1870-1946)
- セルゲイ・カルツェフスキー（フランス語版） (1884-1955)
- アンリ・フレエ (1899-1980)
- ロベール・ゴデル (1902-1984)
- ルイス・ホルヘ・プリエト（フランス語版） (1926-1996)

これにルドルフ・エングラー (1930-2003) を加えることもあるが、エングラーはジュネーヴ大学では活動していない。
カルツェフスキーは後にプラハ大学に移り、プラハ学派にも属する。ソシュールの考えをプラハに伝える役割を果した。

## 活動
ジュネーヴ学派（École genevoise de linguistique）という名前は、1908年にバイイが使ったのがはじめであるという。ソシュールの影響を受けたという以外、かならずしも主張が共通しているわけではない。
バイイとセシュエによりソシュールの『一般言語学講義』が1916年に出版された。またソシュールの論文集は1922年に出版された。
バイイらによって1940年にジュネーヴ言語学会が創立され、その機関誌『カイエ・フェルディナン・ド・ソシュール』(Cahiers Ferdinand de Saussure)を1941年以来刊行した。ジュネーヴ言語学会は1956年に解散したが、フレエが中心になってその後も『カイエ』は刊行されつづけている。
ジュネーヴ学派の主要な言語学上の主張は、ゴデルの『A Geneva School Reader in Linguistics』にまとめられている。

## 文学評論家
フランス語で「groupe de Genève」（ジュネーブ・スクール）という表現が、1950年代から1960年代にかけての文学評論家のグループにも示された。その中でとくに重要な人物としてベルギーの評論家であるジョルジュ・プーレ（Georges Poulet）やフランスの評論家Jean-Pierre Richard、そしてスイスの批評家マルセル・レイモンド、アルバート・ベギン、ジーン・ラセット、ジーン・スタロバンスキーらで、評論家のエミール・ステイガー、ガストン・バチェラード、J.ヒリスミラーなどもこのグループに関連人物として挙げられることもある。この「ジュネーブスクール」は、ロシア形式主義と現象学（エドマンドフッサールの作品など）から発展し、現象学の手法を利用して、著術者の意識といった深い構造まで、文学作品を分析しようとする一派である。